# 格奧爾格·維克多 (瓦爾德克和皮爾蒙特)
格奧爾格·維克多（德語：Georg Viktor，1831年1月14日—1893年5月12日），瓦爾德克和皮爾蒙特親王，1845年至1893年在位。

## 家庭
1853年，格奧爾格·維克多與拿騷公爵威廉的女兒海倫公主結婚，兩人共有1子6女：
- 索菲（1854年—1869年），早逝
- 保琳（英语：Princess Pauline of Waldeck and Pyrmont）（1855年—1925年），本特海姆-施泰因富特親王妃
- 瑪麗（1857年—1882），符騰堡國王威廉二世即位前的妻子
- 埃瑪（1858年—1934年），荷蘭王后
- 海倫娜（1861年—1922年），奧爾巴尼公爵夫人
- 腓特烈（1865年—1946年），1893年成為瓦爾德克和皮爾蒙特親王
- 伊莉莎白（英语：Princess Elisabeth of Waldeck and Pyrmont）（1873年—1961年），埃爾巴赫-索恩貝格親王妃。

海倫於1888年去世。1891年，格奧爾格·維克多與什勒斯維希-霍爾斯坦-索恩德堡-格呂克斯堡公爵腓特烈的女兒路易絲公主結婚，兩人有一子：
- 沃爾拉德（英语：Prince Wolrad of Waldeck and Pyrmont）（1892年—1914年），在第一次世界大戰中陣亡。